# باول جونسون (لاعب كريكت)
باول جونسون (24 أبريل 1965 - )  (بالإنجليزية: Paul Johnson)‏ هو لاعب كريكت بريطاني. لعب مع نادي مقاطعة نوتنغهامشير للكريكت ‏.

## وصلات خارجية
1. 1 2  CricketArchive (بالإنجليزية), QID:Q2117742